# Assortrip
『Assortrip』は、halcaの1枚目のスタジオ・アルバム。2020年2月12日SACRA MUSICから発売された。

## 内容
前作『White disc』から4ヶ月ぶりのリリースとなる初オリジナルアルバム。
デビューシングル 『キミの隣』から４枚目シングル『放課後のリバティ』まで収録している。2018年11月リリースされた『つぶやきレター』はオリジナルアルバムに未収録。
通常盤と同時初回限定盤A/Bがリリースされた。初回限定盤A(BD)がミュージックビデオ集を付属する、初回限定盤B(BD)LIVEダイジェストを付属する。

## 収録曲
1. キミの隣
  - 作詞:宮嶋淳子 作曲/編曲:川崎智哉
  - 1stシングル。テレビアニメ『ヲタクに恋は難しい』エンディングテーマ[8]
2. one another
  - 作詞: halca 作曲/編曲:Kz
  - halcaが初めて作詞を手掛けた楽曲
3. うそじゃないよ
  - 作詞:宮嶋淳子 作曲/編曲:SHIBU
  - 2ndシングルのカップリング
4. 放課後のリバティ
  - 作詞:宮嶋淳子 作曲/編曲: 本田正樹 (Dream Monster)
  - 4thシングル。テレビアニメ『ぼくたちは勉強ができない！』エンディングテーマ[9]
5. Be your xxx
  - 作詞/作曲/編曲:神谷志龍
6. あの頃の僕たちを
  - 作詞: 宮嶋淳子 作曲:aokado 編曲:川口圭太
7. HORiZON
  - 作詞:宮嶋淳子 作曲:yuma 編曲 :川口圭太
  - 2ndシングルのカップリング
8. サカナイトデイズ
  - 作詞:宮嶋淳子 作曲:藤井亮太・小高光太郎 編曲:川崎智哉
  - 1stシングルのカップリング
9. Ride on Music!
  - 作詞/作曲/編曲：前山田健一
10. スターティングブルー
  - 作詞:宮嶋淳子 作曲/編曲:哥丸雄貴
  - 2ndシングル。テレビアニメ『逆転裁判 〜その「真実」、異議あり!〜』Season 2 エンディングテーマ[10]
11. ハローセカイ
  - 作詞/作曲/編曲：HAMA-kgn
12. センチメンタルクライシス
作詞：宮嶋淳子・作曲/ 編曲：山田竜平
3rdシングル。テレビアニメ『かぐや様は告らせたい〜天才たちの恋愛頭脳戦〜』エンディングテーマ[11]
13. サワリタイミライ
作詞：宮嶋淳子・作曲/ 編曲：トミタカズキ

## 演奏
- halca：Vocal & Background Vocals
- 川崎智哉：Guitars & Programming (#1.8)
- kz (livetune)：All Instruments & Programming (#2)
- SHIBU：All Instruments & Programming (#3)
- 沢頭たかし：Guitars (#4)
- 本田正樹：Programming & All Other Instruments (#4)
- 神谷志龍：All Instruments & Programming (#5)
- 川口圭太：Guitars, Bass, Programming (#6.7)
- かどしゅんたろう：Drums (#7)
- 加納誠人：Bass (#8)
- 前山田健一：All Instruments & Programming (#9)

1. yucari, shiori, maru, hajime, tatsuma, yujiri：Background Vocals (#9)

- 哥丸雄貴：All Instruments & Programming (#10)
- HAMA-kgn：All Instruments & Programming (#11)
- 山本陽介：Guitars (#12)
- 地行美穂：1st Violin (#12)
- 須原杏：2nd Violin (#12)
- 三品芽生：Viola (#12)
- 内田麒麟：Cello (#12)
- 山田竜平：All Instruments & Programming (#12)
- トミタカズキ：Guitars & Programming (#13)